# 米兰·拉扎列维奇
米兰·拉扎列维奇（羅馬化：Milan Lazarević，1948年7月11日—），塞尔维亚男子手球运动员。他曾代表南斯拉夫国家队参加1972年夏季奥林匹克运动会手球比赛，获得一枚金牌。